# Antonio Valencia
Luis Antonio Valencia Mosquera,  ekvadorski nogometaš, * 4. avgust 1985, Lago Agrio, Ekvador. 

## Kariera

### Klubska kariera
Valencia je svojo nogometno kariero začel pri klubu El Nacional, leta 2005 pa je odšel v Španijo, kjer je podpisal pogodbo s klubom Villarreal CF. Villareal ga je nato za isto sezono posodil klubu Recreativo de Huelva
Sezono 2006/07 je začel kot posojen igralec pri angleškem prvoligaškem klubu  Wigan Athletic, kamor je sprva prišel za eno sezono. Za Wigan je prvič zaigral 19. avgusta 2006 na tekmi proti Newcastle Unitedu, ki jo je dobil Newcastle z 2:1. Za novi klub je prvič zadel 21. oktobra 2006 na tekmi proti Manchester Cityju. Zaradi dobrih predstav je Wigan posojilo podaljšal še za eno sezono, nato pa je 18. januarja 2008 za nerazkrito ceno podpisal tri in pol letno pogodbo z angleškim prvoligašem. V začetku junija 2009 je predsednik Wigana objavil novico, da Valencie ne misli zadrževati v klubu, hkrati pa povedal, da se za ekvadorca zanima Manchester United. Hkrati so se začele v javnosti pojavljati govorice, da je United zanj Wiganu ponudil 17,5 milijonov britanskih funtov, kar naj bi Wigan sprejel.
Za united je debitiral na tekmi Audi pokala 29. julija 2009, ko je nastopil proti argentinski Boci Juniors. Malo pred polčasom je zadel svoj prvi gol za novi klub.

### Reprezentančna kariera
Valencia je za Ekvador prvič nastopil 27. marca 2005 na kvalifikacijski tekmi za nastop na Svetovnem prvenstvu v nogometu proti Paragvaju. Na tekmi, ki se je končala z zmago Ekvadorja s 5–2 je Valencia zadel dva gola. Na Svetovnem prvenstvu 2006 je nato nastopil na zaključnih tekmah, postal pa je celo kandidat za idealno postavo prvenstva. Bil je tude eden od šestih možnih kandidatov za najboljšega mladega igralca prvenstva. 

## Dosežki
- Serie A de Ecuador (1):
  - 2005